# سوغان‌لی (آردانوچ)
سوغان‌لی (به ترکی استانبولی: Soğanlı) یک منطقهٔ مسکونی در ترکیه است که در آردانوچ واقع شده‌است. سوغان‌لی ۱۱۶ نفر جمعیت دارد.